# 라르두트

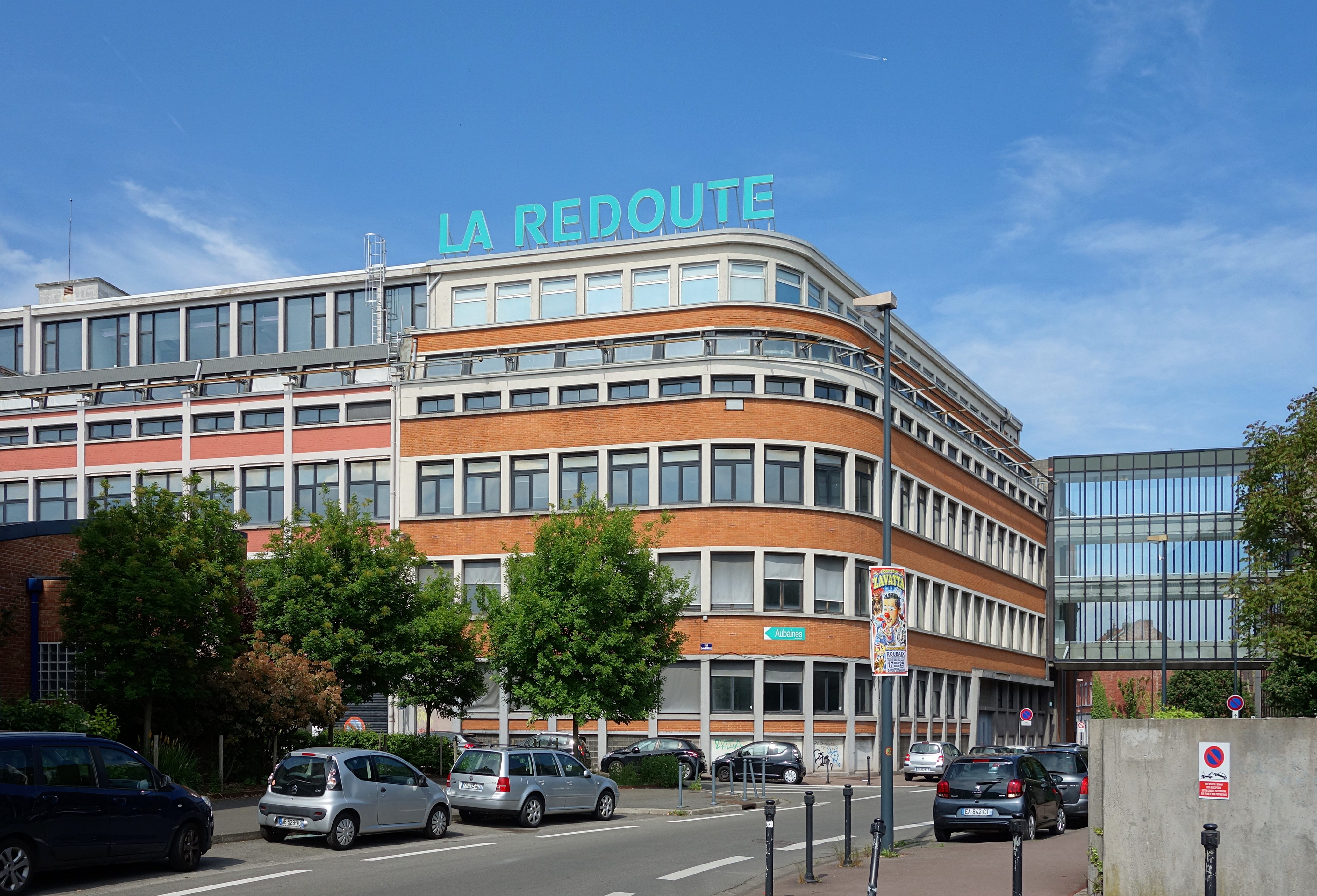

라후두뜨(프랑스어: La Redoute)는 프랑스의 1837년에 설립된 통신 판매 기업이다.